# Estadio de los Juegos Mediterráneos

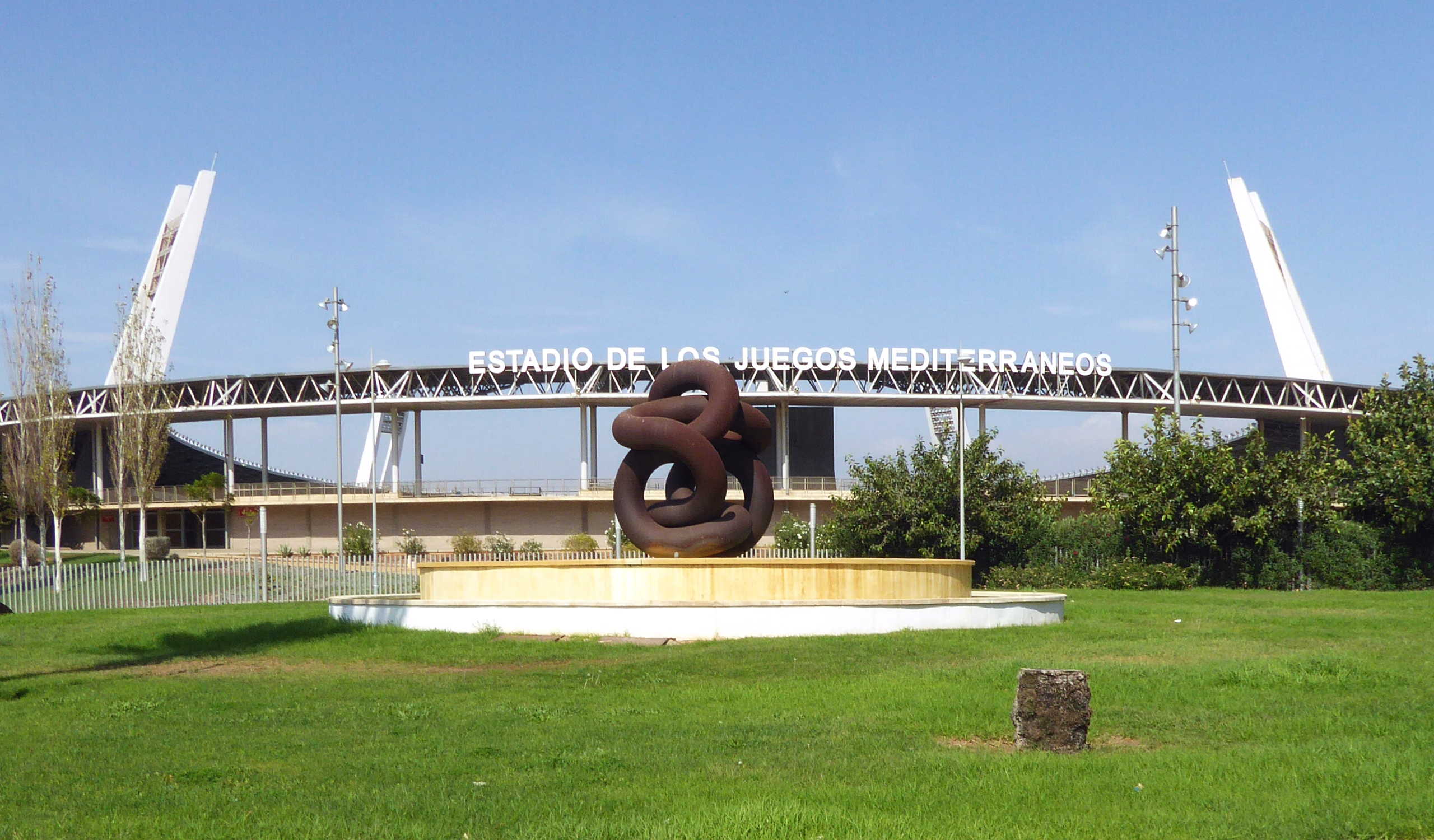
Estadio de los Juegos Mediterráneos in Almeria

Estadio de los Juegos Mediterráneos is een voetbalstadion in de Spaanse stad Almería.
De enige bespeler is de voetbalclub UD Almería, dat op dit moment in de Segunda Division speelt. Het in 2004 gebouwde stadion telt 22.000 zitplaatsen. In het stadion werden de Middellandse Zeespelen 2005 georganiseerd.